# Chandrakîrti
Chandrakirti (IAST: Candrakīrti, tibétain : ཟླ་བ་གྲགས་པ་, Wylie : zla ba grags pa, THL : Dawa Drakpa), mot sanskrit signifiant renommée de la Lune (de candra, Lune et kīrti, renommée), est un maitre et érudit indien bouddhiste de l'école madhyamika du mahayana qui vécut au milieu du VIIe siècle.
Critiquant l'usage positif de la dialectique initié par Bhavyaviveka, Candrakīrti opéra un retour à Nāgārjuna et à sa méthode réfutative. Héritier de Buddhapālita, il tenta de démontrer qu'on ne doit pas interpréter le madhyamika selon le système idéaliste cittamatra (qui s'est imposé entretemps), pas plus que selon le système autonome (svatantrika) qui s'en inspire, mais qu'on doit s'en tenir à la méthode des conséquentialistes (prasangika) au nombre desquels il faut compter Nāgārjuna et son disciple Aryadeva.

### Œuvres principales
- Prasannapadâ (Celle dont les mots sont clairs) (ou Madhyamakavrtti). Commentaire du Traité du milieu de Nâgârjuna.
  - trad. du chap. 17 Étienne Lamotte, Mélanges chinois et bouddhiques, n° 4, 1936.
  - trad. des chap. 18-22 J. W. de Jong, Cinq chapitres de la Prasannapada, Geuther, 1949.
  - trad. des chap. 2, 3, 4, 6, 7, 8, 9, 11, 13, 14, 16, 27 Jacques May, Adrien Maisonneuve, 1959 [présentation en ligne].
- Madhyamakâvatâra. L'Entrée au Milieu, avec un commentaire de Tsongkhapa, éd. Dharma, 1985, texte sanskrit partiellement en ligne
- Madhyamakāvatara bhāṣya (Auto-commentaire à l'Entrée au Milieu, Introduction à la voie médiane)
- (en) Four illusions, Candrakīrti's advice for travelers on the Bodhisattva path, de Candrakīrti, introduction et traduction de Karen Christine Lang, éd. Oxford University Press US, 2003,  (ISBN 0195151127),  (ISBN 9780195151121), introduction en ligne

### Études
- (en) Resurrecting Candrakirti, Disputes in the Tibetan Creation of Prasangika Studies in Indian and Tibetan Buddhism de Kevin A. Vose, éd. Wisdom Publications, 2009,   (ISBN 0861715209),  (ISBN 9780861715206)
- C. Rizzi, Candrakirti, Delhi, éd. Motilal Banarasidas, 1988  (ISBN 8830700371),  (ISBN 9788830700376)
- Philippe Cornu, Dictionnaire encyclopédique du bouddhisme, Seuil, 2001.
- Jacques May, « Âryadeva et Candrakîrti sur la permanence » (1980-1984), in I) Indianisme et bouddhisme. Mélanges offerts à Mgr. Étienne Lamotte, Louvain, Université catholique, 1980, p. 215-232 ; II) BEFEO 69, p. 75-96 ; III) Études asiatiques 35/2 (1981), p. 49-76 ; IV) Études de lettres 3 (Lausanne, 1982), p. 45-76 ; V) Acta indologica 6 (1984), p. 115-144. [lire en ligne (page consultée le 15 avril 2021. Les cinq publications (qui forment un tout) sont regroupées en un seul document.)]